# Para vestir santos (película de 1955)
 Para vestir santos es una película en blanco y negro de Argentina dirigida por Leopoldo Torre Nilsson sobre el guion de Sixto Pondal Ríos y Carlos Olivari que se estrenó el 4 de agosto de 1955 y que tuvo como protagonistas a Tita Merello, Jorge Salcedo, Frank Nelson, Beatriz Taibo y Alba Mujica.

## Sinopsis
Una mujer rompe con su novio después de que apostara el dinero para su boda, a su vez ayuda a los demás y termina viviendo por su cuenta cuando se reencuentran y ahora es un hombre casado a punto de ser padre.

## Reparto
- Tita Merello … Martina Brizuela
- Jorge Salcedo … José Luis Ordóñez
- Frank Nelson … Pichín Brizuela
- Beatriz Taibo … Carlota Brizuela
- Alba Mujica … Donata
- Myriam de Urquijo
- Tomás Simari …Don Aldo
- José de Ángelis
- Yuki Nambá
- Josefa Goldar
- Dora Ferreiro
- Nelly Beltrán
- Juan Carlos Palma
- María Armand
- Lalo Malcolm
- Carlos Bianquet
- Roberto Guthié
- Miguel Cozza
- Carlos Cotto
- Elvira Quiroga
- Isidro Fernán Valdez
- Olga Gatti
- Domingo Mania
- Rafael Diserio

## Comentarios
Manrupe y Portela opinan que fue una imposición de Argentina Sono Film a Torre Nilsson en la que se nota lo ajeno que fue el tema al director, a pesar de su corrección y la crónica de El Mundo dijo:

”Lejos de esas horribles calles que la utilería suele levantar entre las cuatro paredes de un set, estas calles auténticas... dan un cine que al proyectar su verdad sobre la acción, la humaniza."